# لايل لايل التمساح
لايل لايل التمساح (بالإنجليزية: Lyle, Lyle, Crocodile)‏ هو فيلم رسوم متحركة/حركة حية كوميدي موسيقي أمريكي قادم من بطولة شون مينديز، خافيير باردم، كونستانس وو، سكوت مكنيري وبريت غيلمان، من المقرر صدوره في 7 أكتوبر 2022.